# データマネジメント協会
データマネジメント協会（データマネジメントきょうかい、Data Management Association、DAMA）は、情報管理 と データ管理 に関する理論と実践の促進を目的とした非営利団体である 。 ベンダーに依存しない、すべてボランティアの組織であると自称し、技術およびビジネスの専門家で構成されるメンバーシップを持っている。 その国際支部は「DAMA インターナショナル」(または「DAMA-I」) と呼び、世界中のさまざまな大陸および各国内の支部がある。

## 歴史
Data Management Association International は 1980 年にロサンゼルスで設立された。初期の支部は、サンフランシスコ、ポートランド、シアトル、ミネアポリス、ニューヨーク、ワシントンＤＣである。

## データマネジメントの知識体系
データマネジメント知識体系 (DMBOK) を発行している。 ベストプラクティス に関する提案と、エンタープライズデータマネジメント の一般的な用語の提案が含まれている。 初版 (DAMA-DMBOK) は 2015年 4月 5日に公開された 。 第2版 (DMBOK2) が、2017年 7月 1日に発行された。 DMBOK は、PMBOK (Project Management Body of Knowledge) および BABOK (Business Analysis Body of Knowledge) と「同等」であると著者により説明されている。データアーキテクチャ、データセキュリティ、データ品質、データモデリング、データガバナンス、 ビッグデータ、データサイエンスなどのトピックスを網羅している。また、認定データ管理プロフェッショナル (CDMP) として知られる個人向けの専門的なデータ管理認定を提供している。 これは、学習参考資料としての DMBOK に基づいている。これは、データ管理の専門家向けの多くの競合する認定資格の１つの例である。

## 日本支部
データマネジメント協会　日本支部 (DAMA Japan) は、日本におけるデータマネジメントの普及を目的として設立された、中立・非営利な団体である。 2011年に設立。詳細は、「組織概要と理事」を参照。